# Georges Ribemont-Dessaignes
Georges Ribemont-Dessaignes (19. června 1884, Montpellier - 9. července 1974, Paříž) byl francouzský malíř, básník, dramatik a prozaik.

## Život
Pocházel z rodiny lékaře. Nejprve se věnoval malířství. K jeho přátelům patřili např. Tristan Tzara, či Francis Picabia. Později se věnoval literatuře a hudbě. Byl členem hnutí dada. Po rozkolu v tomto hnutí se připojil ke skupině Le Grand Jeu.

## Dílo

### Básně
- 1942 Ombres (Stíny)

### Romány
- 1921 L'Autruche aux yeux clos (Pštros se zavřenýma očima)[2]
- 1926 Céleste Ugolin
- 1934 Monsieur Jean ou l’amour absolu (Pan Jean aneb absolutní láska)

### Divadelní hry
- 1916 L'Empereur de Chine (Čínský císař)
- 1919 Le Serin Muet (Němý kanár)
- 1928 Le Bourreau du Pérou (Peruánský kat)
- 1926 Arc-en-ciel (Duha)

#### Uvedení na českých scénách
- 1926 Němý kanár, překlad a režie Jindřich Honzl, scéna: Antonín Heythum, Osvobozené divadlo.[3][4]
- 1929 Peruánský kat, Osvobozené divadlo, režie Jindřich Honzl.[5][4]

### Libreta oper
Pro Bohuslava Martinů napsal libreta ke třem operám:
- Slzy nože (francouzsky Larmes de couteau),[6]
- Tři přání aneb Vrtkavosti života (francouzsky: Les Trois Souhaits ou les Vicissitudes de la vie),[7]
- Den dobročinnosti (francouzsky Le Jour de Bonté[p 1]) původní libreto napsáno ve francouzštině, později bylo přeloženo Camillem Hoffmannem do němčiny. Když se naděje, že opera bude uvedena v některém německém divadle, ukázala jako marná, Martinů práci na opeře přerušil a už se k ní nevrátil.[8]